# Neomochtherus dichromopygus
Neomochtherus dichromopygus är en tvåvingeart som beskrevs av Tsacas 1965. Neomochtherus dichromopygus ingår i släktet Neomochtherus och familjen rovflugor. Inga underarter finns listade i Catalogue of Life.